# Sebago (Maine)
Sebago ist eine Town im Cumberland County des Bundesstaats Maine in den Vereinigten Staaten. Im Jahr 2020 lebten dort 1911 Einwohner in 1538 Haushalten auf einer Fläche von 126,7 km².

## Geografie
Nach dem United States Census Bureau hat der Ort eine Gesamtfläche von 126,7 km², von denen 84,8 km² Land sind und 41,9 km² aus Gewässern bestehen.

### Geografische Lage
Sebago liegt an der Nordwestküste des Sebago Lake, im westlichen Teil des Cumberland Countys. Die Oberfläche der Town ist hügelig und die höchste Erhebung ist der zentral gelegene 416 Meter hohe Douglas Mountain.
Neben dem Sebago Lake im Süden grenzen weitere größere Seen an das Gebiet der Town. Im Norden der Hancock Pond und der Peabody Pond. Im Westen der Barker Pond und der Southeast Pond. Zentral auf dem Gebiet der Town liegen der Browns Pond und der Mariner Pond.

### Nachbargemeinden
Alle Entfernungen sind als Luftlinien zwischen den offiziellen Koordinaten der Orte aus der Volkszählung 2010 angegeben.
- Norden: Bridgton, 10,2 km
- Nordosten: Naples, 3,7 km
- Osten: Raymond, 20,7 km
- Südosten: Frye Island, 14,9 km
- Süden: Baldwin, 10,3 km
- Westen: Hiram, Oxford County, 19,9 km
- Nordwesten: Denmark, Oxford County, 18,4 km

### Stadtgliederung
In Sebago gibt es mehrere Siedlungen: Convene, Douglas Hill, East Sebago, Hillside, Long Beach, North Sebago, Sebago, Webrowe und West Sebago.

### Klima
Die mittlere Durchschnittstemperatur in Sebago liegt zwischen −7,8 °C (18° Fahrenheit) im Januar und 20,0 °C (68° Fahrenheit) im Juli. Damit ist der Ort gegenüber dem langjährigen Mittel der USA um etwa 9 Grad kühler. Die Schneefälle zwischen Oktober und Mai liegen mit bis zu zweieinhalb Metern mehr als doppelt so hoch wie die mittlere Schneehöhe in den USA; die tägliche Sonnenscheindauer liegt am unteren Rand des Wertespektrums der USA.

## Geschichte
Die frühe Geschichte Sebagos ist mit der von Baldwin, welches ursprünglich Flintstone hieß, verbunden. Das Gebiet wurde im Jahr 1774 von der Massachusetts General Cour als Grant an die Überlebenden der Kompanie von Captain John Flint aus Concord, Massachusetts gegeben. Baldwin wurde im Jahr 1802 zur Town und nach einem frühen Siedler Loammi Baldwin, benannt. Das Gebiet wurde im Jahr 1826 geteilt, der nördliche Teil wurde zur Town Sebago, hinzu kamen etwa 404,7 Hektar (1000 acre) von Denmark im Jahr 1830 und 161,8 ha (400 acre) kamen von Baldwin hinzu. Im Jahr 1834 gab Sebago 1902 ha (4700 acre) an Naples ab.
Holzfäller und Waldarbeiter waren die ersten Bewohner der Region, die das Gebiet jedoch verließen, als die meisten Kiefern gefällt waren. Das Gemeindegebiet ist sehr uneben und felsig. Äcker in diesem Gebiet anzulegen war eine schwierige Aufgabe, jedoch ist der Boden gut und brachte gute Ernten. Auch der Bau und Unterhalt von Straßen in dem hügeligen Gelände und von Brücken über teilweise sehr schnell fließende Flüsse war eine schwierige Aufgabe, für die die Bürger hohe Steuern zahlen mussten.
Mit Wasserkraft betriebene Mühlen sorgten für die Produktion von Bauholz, Stiefeln und Schuhen. Der Cumberland and Oxford Canal wurde im Jahr 1832 gebaut, er erleichterte den Handel mit Portland. Im Jahr 1870 wurde die Portland and Ogdensburg Railway gebaut, welche zusätzlich Ausflügler an den Sebago Lake und nach Sebago brachte. Sebago ist heute ein Ausflugsgebiet.

### Religionen
In der Town gibt es Kongregationalistische- und Baptistische-Kirchen und Gemeinden.

### Einwohnerentwicklung
| Volkszählungsergebnisse - Town of Sebago, Maine | Volkszählungsergebnisse - Town of Sebago, Maine | Volkszählungsergebnisse - Town of Sebago, Maine | Volkszählungsergebnisse - Town of Sebago, Maine | Volkszählungsergebnisse - Town of Sebago, Maine | Volkszählungsergebnisse - Town of Sebago, Maine | Volkszählungsergebnisse - Town of Sebago, Maine | Volkszählungsergebnisse - Town of Sebago, Maine | Volkszählungsergebnisse - Town of Sebago, Maine | Volkszählungsergebnisse - Town of Sebago, Maine | Volkszählungsergebnisse - Town of Sebago, Maine |
| Jahr                                            | 1800                                            | 1810                                            | 1820                                            | 1830                                            | 1840                                            | 1850                                            | 1860                                            | 1870                                            | 1880                                            | 1890                                            |
| ----------------------------------------------- | ----------------------------------------------- | ----------------------------------------------- | ----------------------------------------------- | ----------------------------------------------- | ----------------------------------------------- | ----------------------------------------------- | ----------------------------------------------- | ----------------------------------------------- | ----------------------------------------------- | ----------------------------------------------- |
| Einwohner                                       |                                                 |                                                 |                                                 | 586                                             | 707                                             | 850                                             | 958                                             | 803                                             | 808                                             | 681                                             |
| Jahr                                            | 1900                                            | 1910                                            | 1920                                            | 1930                                            | 1940                                            | 1950                                            | 1960                                            | 1970                                            | 1980                                            | 1990                                            |
| Einwohner                                       | 576                                             | 536                                             | 541                                             | 470                                             | 518                                             | 577                                             | 546                                             | 708                                             | 974                                             | 1259                                            |
| Jahr                                            | 2000                                            | 2010                                            | 2020                                            | 2030                                            | 2040                                            | 2050                                            | 2060                                            | 2070                                            | 2080                                            | 2090                                            |
| Einwohner                                       | 1433                                            | 1719                                            | 1911                                            |                                                 |                                                 |                                                 |                                                 |                                                 |                                                 |                                                 |

## Kultur und Sehenswürdigkeiten

### Bauwerke

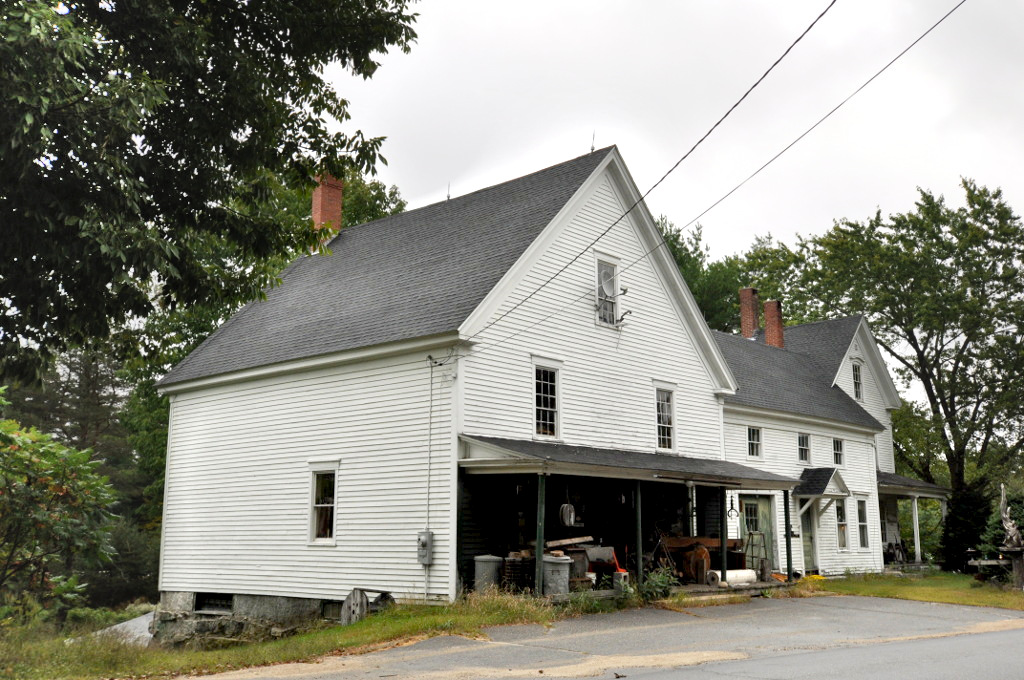
Fitchs General Store

Zwei Gebäude stehen unter Denkmalschutz und wurden ins National Register of Historic Places aufgenommen.
- Dyke Mountain Annex, aufgenommen 2005, Register-Nr. 05000059
- Fitch's General Store and House, aufgenommen 1995, Register-Nr. 95000215

## Wirtschaft und Infrastruktur

### Verkehr
Entlang der Küste des Lake Sebago führt die Maine State Route 11 nordsüdlicher Richtung. Zentral durch das Gebiet der Town ebenfalls in nordsüdlicher Richtung führt die Maine State Route 107.

### Öffentliche Einrichtungen
In Sebago gibt es keine medizinischen Einrichtungen. Die nächstgelegenen Krankenhäuser für die Bewohner von Sebago befinden sich in Bridgton.

### Bildung
Sebago gehört mit Bridgton, Casco und Naples zum Maine School Administrative District 61.
Im Schulbezirk stehen folgende Schulen zur Verfügung:
- Sebago Elementary School in Sebago
- Songo Locks School in Naples
- Stevens Brook School in Bridgton
- Lake Region Middle School in Naples
- Lake Region High School in Naples
- Lake Region Vocational Center in Naples
- Lake Region - Fryeburg Area Adult Education in Casco